# ディスクアレイ

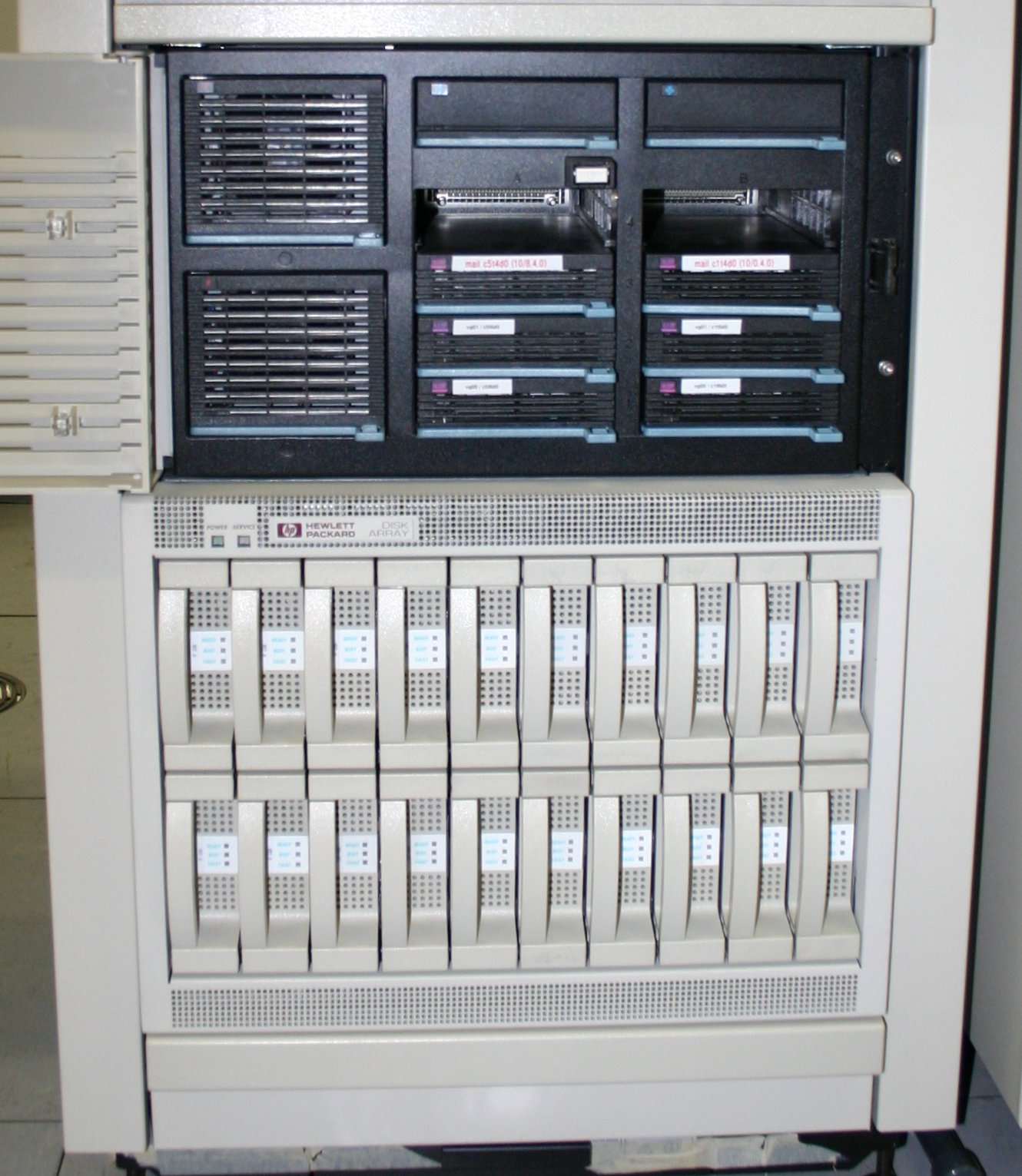
HPのRAID (Nike) とJBOD (HASS) を同一ラックに収めた様子

ディスクアレイ（米：Storage Array）とは、外部記憶装置のひとつであり、主にサーバ用の外部記憶装置である。ストレージ (Storage) とも呼ばれる。

## 概要
ディスクアレイは複数の外部記憶装置を搭載し、それらでRAIDを構成して、信頼性の向上や性能の向上を図った装置である。一般的には、外部記憶装置としてハードディスクドライブ (HDD) が用いられる。また、複数台のHDDを構成しているため、大容量であり大型の装置となると一台でペタバイトクラスのデータを保存できる。小型のディスクアレイは、小規模事業者や一般家庭においても徐々に普及しつつある。
ディスクアレイの接続（ネットワーク）にはDAS接続、SAN接続、NAS接続がある。DAS (Direct Attached Storage) は、サーバと一対一で接続するタイプである。インタフェースには主にSCSIが使われる。SAN (Storage Area Network) は、複数のサーバとディスクアレイを接続するタイプであり、このネットワークはディスクアレイ専用となる。インタフェースには主にファイバーチャネル (FC) が使われる。NAS (Network Attached Storage) は、iSCSIやFCoEインタフェースを利用して、イーサネット上にストレージアレイネットワークを構築できるため、SANと比較して比較的安価かつ管理がしやすい。
ディスクアレイの種類にJBODがあるが、近年のJBODはRAID機能の有無にかかわらず、収納箱に入ったディスクを示している。

## 参考資料
- "SNIA用語集_JBOD", http://www.snia-j.org/dictionary/storage_network_keywords/823.html